# Tharsis

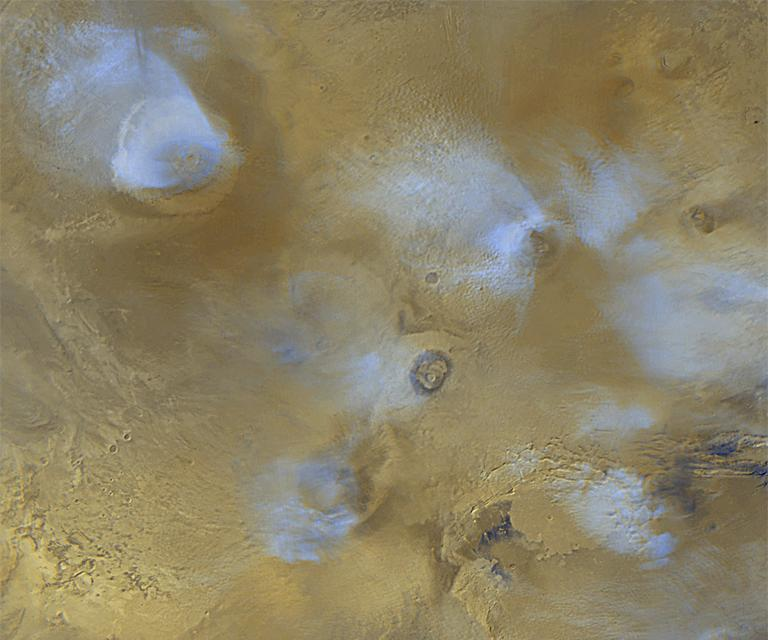
Nuvens vulcânicas pairam sobre os picos da região de Tharsis nessa imagem. O Olympus Mons domina acima e a esquerda. No centro estão os três Tharsis Montes: Arsia Mons ao fundo, Pavonis Mons no centro; e Ascraeus Mons no topo. Cortesia NASA/JPL-Caltech

A região de Tharsis é um enorme platô vulcânico localizado no equador de Marte, na extremidade ocidental do Valles Marineris. Esse platô vulcânico começou a se formar a mais de 3,7 bilhões de anos atrás e perdurou algumas centenas de milhões de anos, provocando uma rotação do planeta marte de 20 a 25º que deixou o platô centrado no equador. O nome Tharsis vem da Bíblia, onde este era o nome da extremidade mais ocidental das terras no mundo conhecido.
Nessa região estão localizados os Tharsis Montes, onde estão alguns dos maiores vulcões conhecidos do sistema solar. O Olympus Mons foi formado por uma pluma mantélica ha mais de 1 bilhão de anos durante o Noaquiano (entre 3.8 e 3.5 bilhões de anos atrás)[carece de fontes?].
A vasta extensão da região de Tharsis exerce um grande impacto na geologia de Marte. A região de Tharsis é circundada por uma depressão topográfica chamada de depressão de Tharsis, e no lado oposto do planeta está localizada uma pequena zona montanhosa chamada Arabia Terra que pode ter sido formada devido ao peso de Tharsis. Essas formações foram uma das maiores influencia na formação dos vales marcianos, a maioria dos quais formados no Noaquiano tardio. As grandes quantidades de dióxido de carbono e vapor d'água que devem ter sido gerados pelo encontro das geleiras com o magma de Tharsis podem ter tido um significante papel no período de seca de Marte; Roger J. Phillips calculou em 2001 que tal acontecimento pode ter formado 1.5-bar de dióxido de carbono e uma camada global de água de 120 metros.
Alba Patera é a única formação vulcânica localizada ao norte da região de Tharsis.